# Ronald David Hunter
Ronald David Hunter (* in Tallahassee) ist ein US-amerikanischer Kriminologe, der als Professor an der Western Carolina University forscht und lehrt. 2007/2008 amtierte er als Präsident der Academy of Criminal Justice Sciences (ACJS).

## Werdegang und Wirken
Hunter machte 1975 einen Bachelor-Abschluss in Kriminologie an der Florida State University. Danach ging er in den Polizeidienst und arbeitete zwei Jahre als Streifenbeamter. Anschließend machte er an der Florida State University einen Master-Abschluss in Kriminologie. Danach arbeitete er als Strafrechtsplaner für das Apalachee Regional Planning Council und dann als Direktor für Sonderprojekte bei der Wakulla County Commission. Später arbeitete er erneut sieben Jahre im Polizeidienst, zuletzt als stellvertretender Sheriff. Berufsbegleitend studierte er Sozialwissenschaften an der Florida State University. Dort wurde er 1988 als Kriminologe zum Ph.D. promoviert. Danach wurde er Assistant Professor an der University of North Carolina und an der Jacksonville State University, dort wurde er 1994 zum Associate Professor befördert. 1999 wechselte er als Associate Professor an die State University of West Georgia, wo er 2001 zum Full Professor befördert wurde. Danach wechselte er an die Western Carolina University.
Sein Forschungsschwerpunkt ist die Kriminalprävention.

## Schriften (Auswahl)
- Mit  M.L. Dantzker: Crime and criminality. Causes and consequences. 2. Auflage, Lynne Rienner Publishers, Boulder 2012, ISBN 978-1-588-26773-3.
- Mit  M.L. Dantzker: Research methods for criminology and criminal justice. A primer. 3. Auflage, Jones & Bartlett, Sudbury 2012; ISBN 978-0-763-77732-6.
- Mit Thomas Barker und Melchor C. de Guzman: Police-community relations and the administration of justice. 9. Auflage, Pearson, New York 2018, ISBN 978-0-134-54804-3.